# Rock Content
Rock Content é uma empresa brasileira de marketing, sediada em Belo Horizonte, Minas Gerais, em São Paulo e em Guadalajara, no México. É considerada a maior empresa de marketing de conteúdo da América Latina.
Começou a operar em 4 de março de 2013 e foi fundada pelos sócios Edmar Ferreira, Diego Gomes e Vitor Peçanha em Belo Horizonte, em San Pedro Valley.
No mesmo ano, a empresa também recebeu investimentos do Grupo Abril, do fundo americano Digital News Ventures e da eBricks Ventures e conta com Victor Civita como conselheiro.
Em 2017, foi considerado um dos melhores lugares para se trabalhar pela LoveModays.
Em 11 de abril de 2018, a empresa foi selecionada pela Endeavor no painel internacional de Manila.
Em dezembro de 2019, comprou a estadunidense Scribble Technologies, e em abril de 2022, adquiriu a plataforma de marketplace WriterAccess.
A empresa opera a Rock University, que é uma central de ensino online que capacita profissionais para trabalharem no atual cenário do marketing digital, e oferece cursos gratuitos e pagos.